# كوزو أراي
كوزو أراي، لاعب كرة قدم ياباني، من مواليد 24 أكتوبر 1950 بهيروشيما اليابانية، لعب في صفوف فريق جيف يونايتد إيتشيهارا تشيبا، كما لعب مباراة واحدة مع منتخب اليابان لكرة القدم.

## مسيرته الكروية
لعب كوزو أراي خلال مسيرته الاحترافية مع نادِ واحدٍ في عشرة مواسم وسجل خلالها 17 هدفًا ضمن 124 مباراة. حيث فاز في موسم واحد بالكأس وفي موسم واحد بالدوري.
خاض كوزو أراي مسيرته مع نادي جيف يونايتد تشيبا في موسم 1969 ليلعب معه عشرة مواسم، مشاركًا في 124 مباراة سجل خلالها 17 هدفًا.

## روابط خارجية
- كوزو أراي على موقع قاعدة بيانات كرة القدم.إي يو (الإنجليزية)
- كوزو أراي على موقع ناشيونال فوتبول تيمز (الإنجليزية)
- كوزو أراي على موقع عالم كرة القدم.نت (الإنجليزية)